# أولي ألكساندر
أولي ألكساندر (بالإنجليزية: Olly Alexander)‏ هو مغني وموسيقي وملحن وممثل ، ولد في 15 يوليو 1990 بيوركشاير في المملكة المتحدة.

## أعمال

### أفلام
- (2010) رحلات غاليفر[5][6][7]
- (2014) فليساعد الله الفتاة

## وصلات خارجية
- أولي ألكساندر على موقع IMDb (الإنجليزية)
- أولي ألكساندر على موقع روتن توميتوز (الإنجليزية)
- أولي ألكساندر على موقع ألو سيني (الفرنسية)
- أولي ألكساندر على موقع ميوزك برينز (الإنجليزية)
- أولي ألكساندر على موقع أول موفي (الإنجليزية)
- أولي ألكساندر على موقع قاعدة بيانات الأفلام السويدية (السويدية)
- أولي ألكساندر على موقع أول ميوزيك (الإنجليزية)
- أولي ألكساندر على موقع ديسكوغز (الإنجليزية)
- أولي ألكساندر على موقع قاعدة بيانات الفيلم (الإنجليزية)
- أولي ألكساندر على موقع كينوبويسك (الروسية)